# Neulise
 Neulise  es una población y comuna francesa, situada en la región de Ródano-Alpes, departamento de Loira, en el distrito de Roanne y cantón de Saint-Symphorien-de-Lay.

## Demografía
| 1262 | 1241 | 1154 | 1202 | 1153 | 1146 |
| Para los censos de 1962 a 1999 la población legal corresponde a la población sin duplicidades (Fuente: INSEE [Consultar]) |      |      |      |      |      |